# Porto di Pillar Point

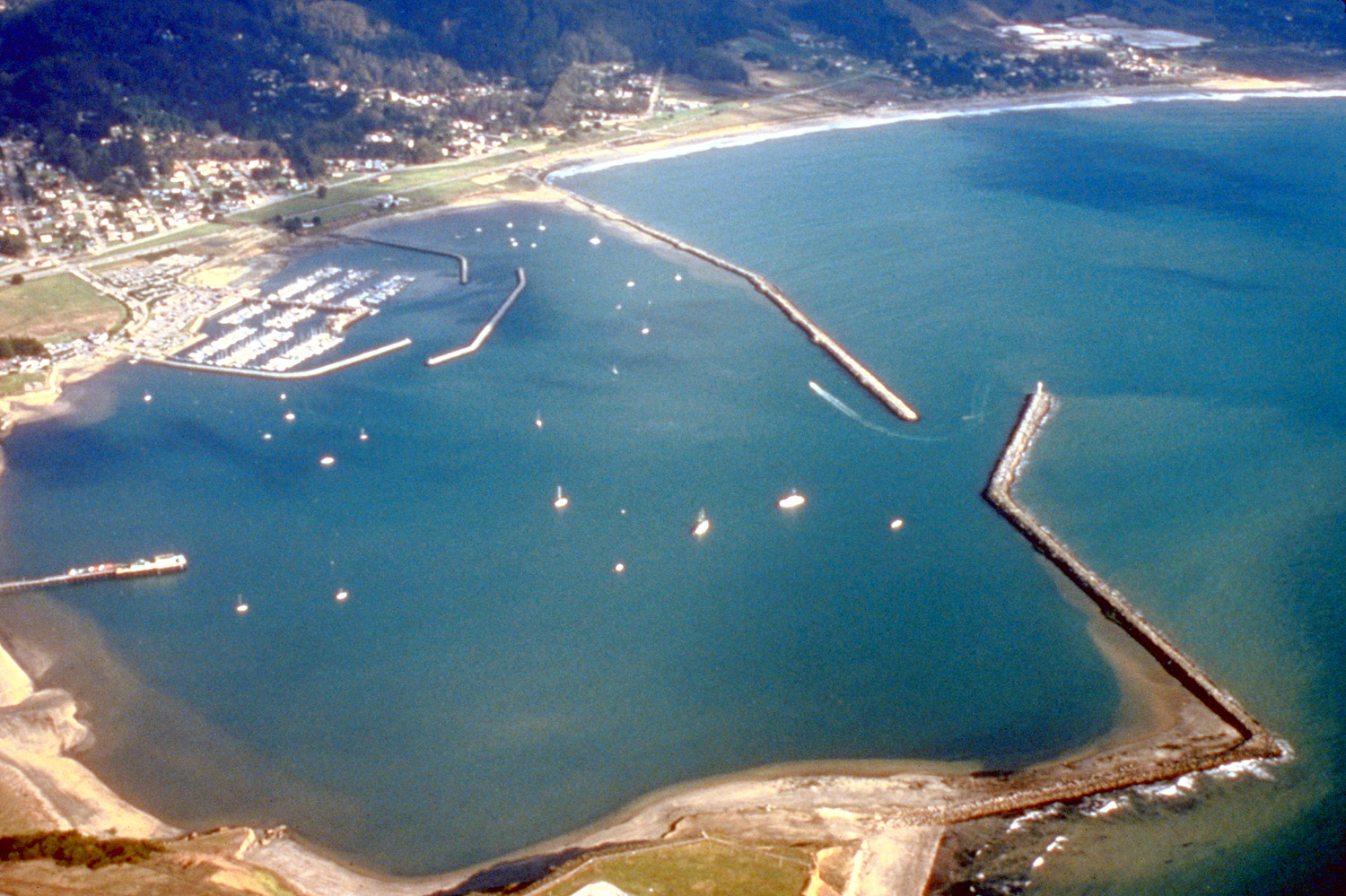
Vista aerea del porto

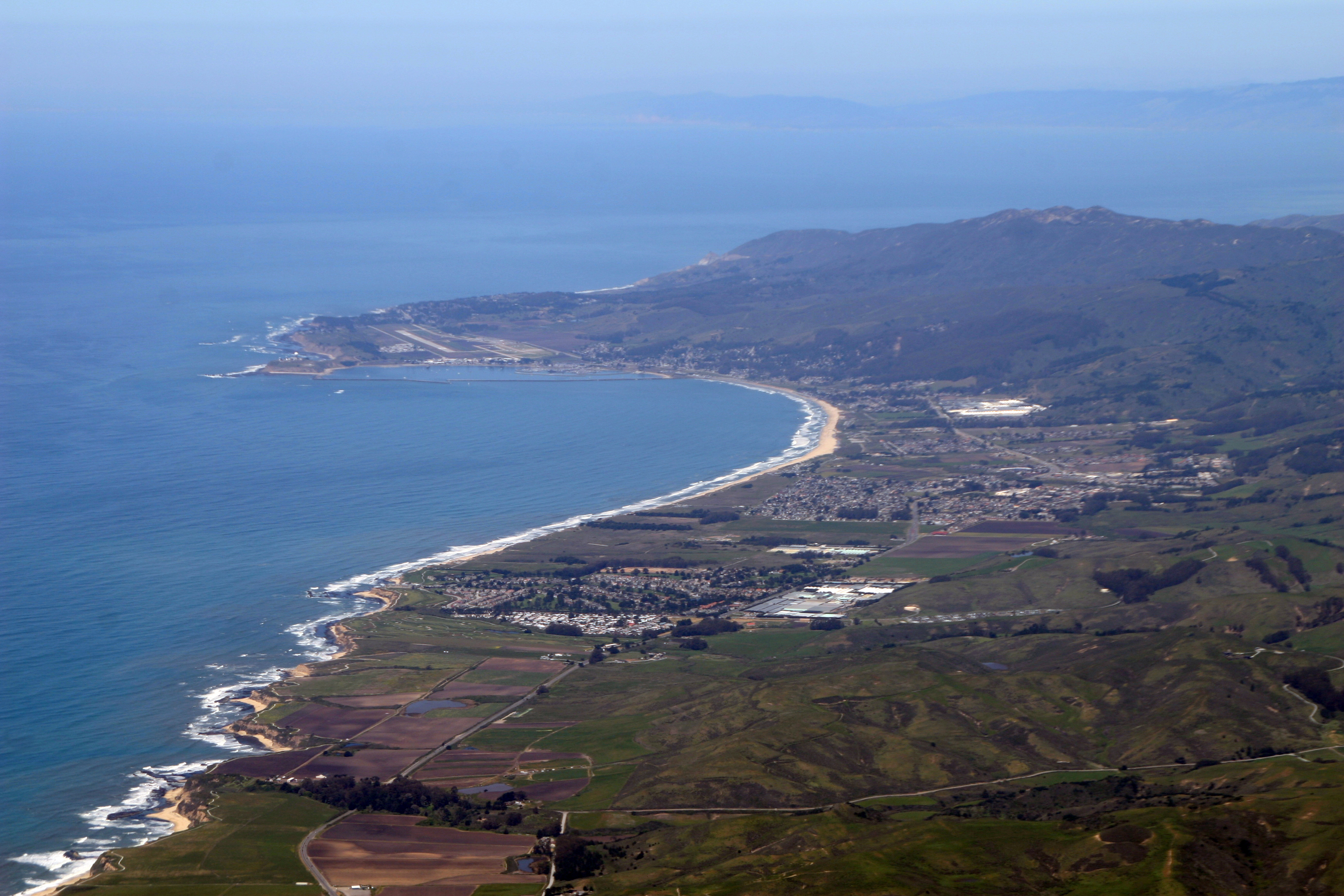
Pillar Point e Half Moon Bay

Il porto di Pillar Point è un molo per barche nella Contea di San Mateo, in California, a nord della Half Moon Bay. Il sito era originariamente abitato dagli Ohlone in epoca preistorica, e nelle immediate vicinanze si sono verificati una serie di naufragi. Le strutture del porto sono gestite dal distretto portuale della contea di San Mateo, e alla fine degli anni '80 è stato disposto un piano di ampliamento. Il porto è situato all'estremità nord della Half Moon Bay, nelle vicinanze della comunità di Princeton-by-the-Sea. Storicamente l'area è semplicemente chiamata Pillar Point.

## Storia
Migliaia di anni fa, e per gran parte del diciannovesimo secolo, il sito è stato utilizzato dalla tribù degli Ohlone, specialmente nella zona ripariale di El Granada Creek. Il National Register of Historic Places indica insediamenti archeologici nelle immediate vicinanze. Nel tardo '800 si sono registrati numerosi naufragi, il più famoso di questi è stato quello della Rydall Hall.

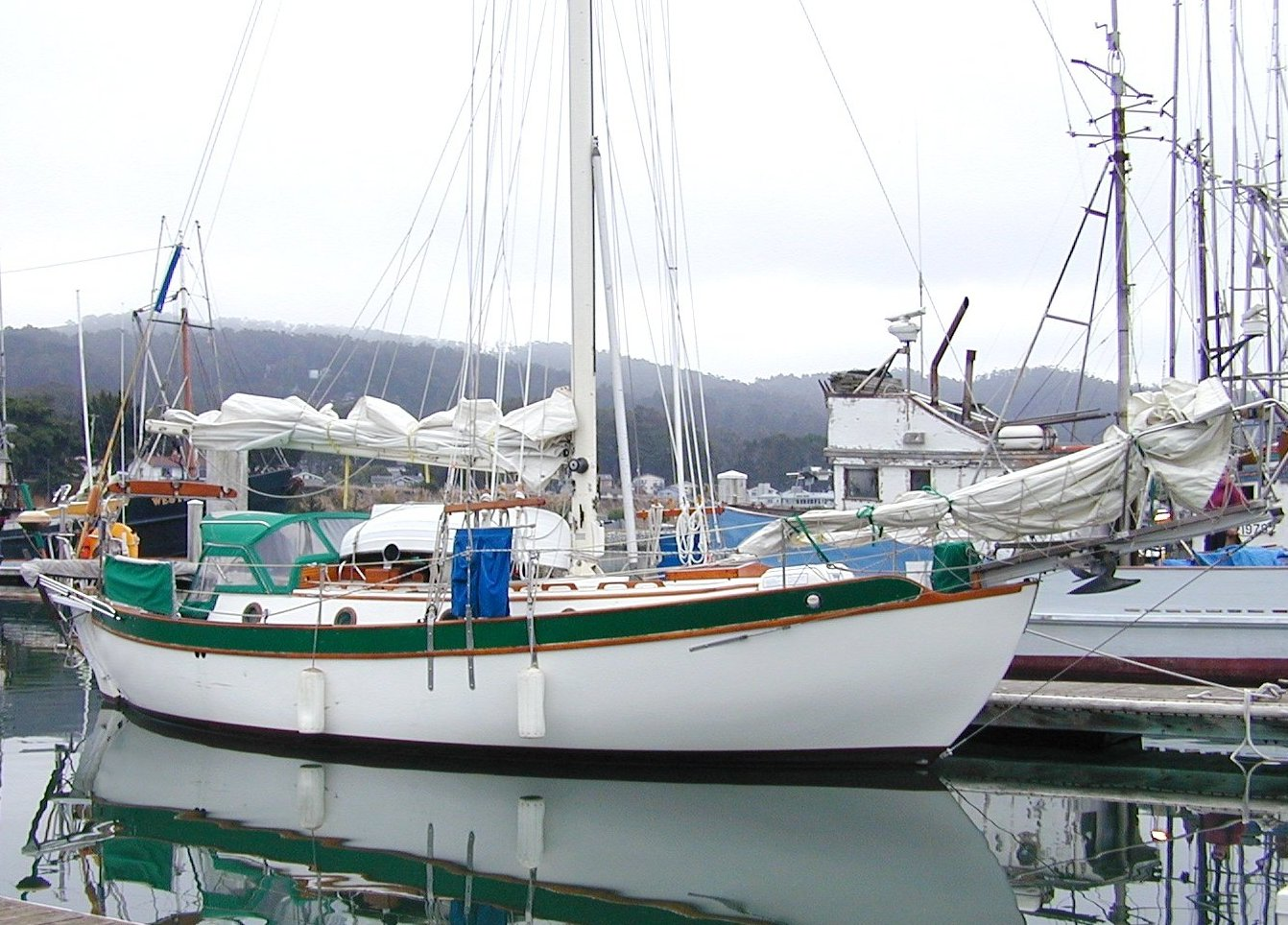
Barche attraccate al molo

## Collegamenti esterni

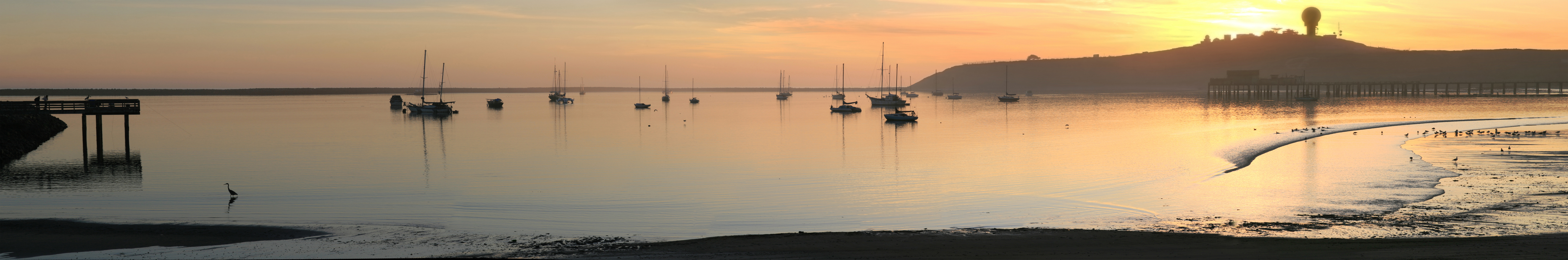
Pillar Point Harbor